# 見能林站
見能林站（日语：／ Minobayashi eki */?）是一位於日本德島縣阿南市津乃峰町東分、隸屬於四國旅客鐵道（JR四國）的鐵路車站。車站編號為M13。本站既是德島縣最東邊車站，也是全四國最東邊的車站，停靠普通列車。雖然牟岐線的列車由阿南站起的下行班次大幅減少，但本站由於屬阿南市中心區外圍範圍，民居較多，因此雖然班次較少，但平均乘車人數仍算不少。

## 車站結構

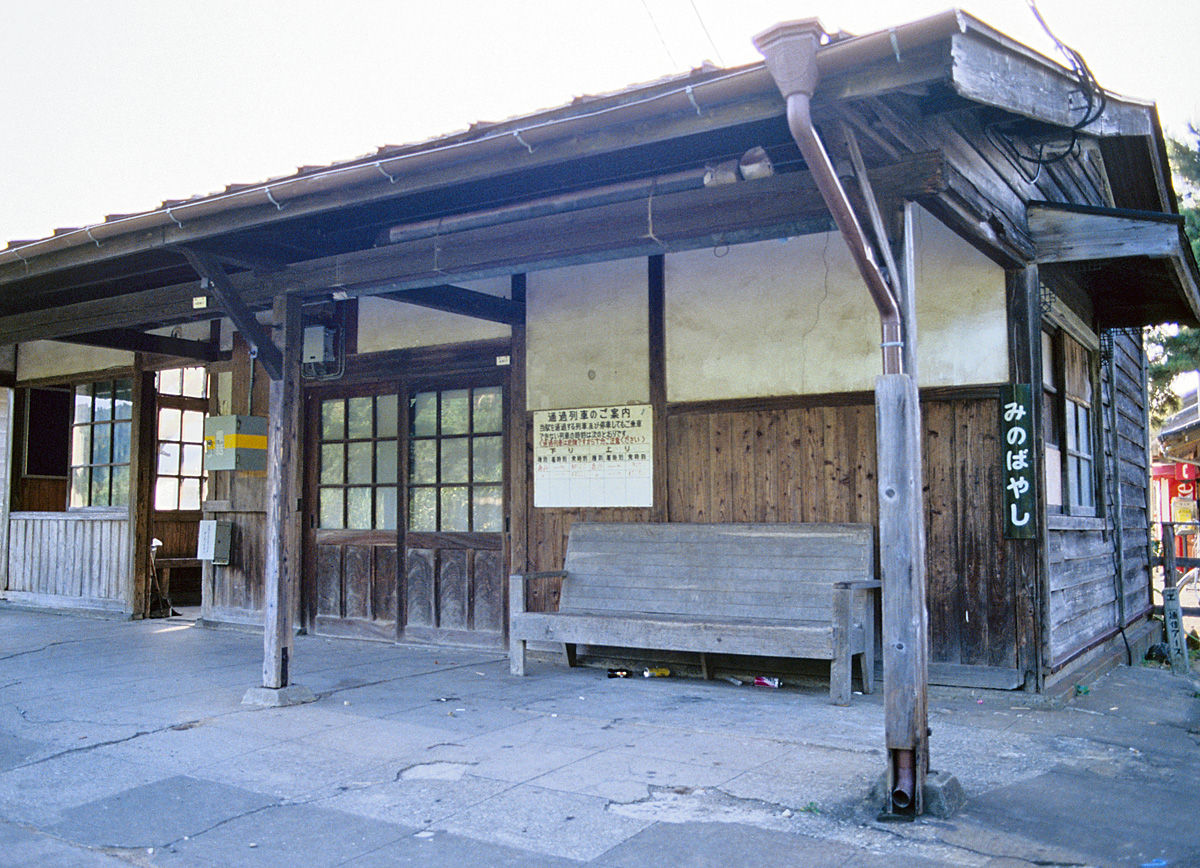
1985年拍攝的見能林站站舍，後來因火警而遭燒毀。

本站原有木製站舍一座，1986年因火災而遭燒毀，後來改為簡易車站模式．在月台上加設附有儲物室的有蓋候車亭。旁邊設置出入月台用的斜道。洗手間則位於月台外的單車停泊處旁邊。
設有側式月台1個，列車不能交換。有效長度為4輛。列車停靠時，往阿南站方向為右側上落；往牟岐站為左側上落。

### 月台配置
| 路線    | 方向     | 目的地             |
| ------- | -------- | ------------------ |
| ■牟岐線 | （上行） | 德島方向           |
| ■牟岐線 | （下行） | 牟岐、阿波海南方向 |

## 歷史
- 1936年3月27日：開業。
- 1986年夏季：站舍因大火而燒毀。
- 1987年4月1日：日本國鐵分割民營化，車站的營運由JR四國繼承。

## 相鄰車站
四國旅客鐵道（JR四國）
■牟岐線
阿南（M12）－見能林（M13）－阿波橘（M14）

## 外部連結
- JR四國見能林站 （页面存档备份，存于）